# スコット・バンスライク
スコット・タイラー・バンスライク（Scott Tyler Van Slyke, 1986年7月24日 - ）は、アメリカ合衆国ミズーリ州セントルイス郡チェスターフィールド出身のプロ野球選手（外野手、一塁手）。右投右打。
父は、元野球選手のアンディ・バンスライク。

## 経歴

### プロ入りとドジャース時代
2005年のMLBドラフト14巡目（全体436位）でロサンゼルス・ドジャースから指名され、プロ入り。契約後、傘下のルーキー級アリゾナリーグ・ドジャースでプロデビュー。24試合出場して打率.282を記録した。
2006年は、パイオニアリーグのルーキー級オグデン・ラプターズでプレーした。
A+級インランド・エンパイア・シックスティシクサーズでプレーしていた2009年には、カリフォルニアリーグのオールスターゲームに選出された。
2010年は、開幕をAA級チャタヌーガ・ルックアウツで迎えた。
2011年も、開幕をAA級チャタヌーガで迎えた。オフに40人枠に登録された。
2012年5月9日のサンフランシスコ・ジャイアンツ戦で代打で登場してメジャーデビューを果たし、初打席初打点を記録した。20日のセントルイス・カージナルス戦では、マーク・ゼプチンスキーからメジャー初本塁打を放った。
2013年からは主に控え外野手及び右の代打として起用された。

### レッズ傘下時代
2017年7月31日にトニー・シングラーニとのトレードで、マイナーリーグ所属選手1名と共にシンシナティ・レッズへ移籍した。移籍後は傘下のAAA級ルイビル・バッツでプレーしていたが、8月9日にDFAとなり、13日に40人枠から外れる形でAAA級ルイビルに配属された。レギュラーシーズン終了後の10月2日にFAとなった。

### マーリンズ傘下時代
2018年1月13日にマイアミ・マーリンズとマイナー契約を結び、スプリングトレーニングに招待選手として参加することになった。

### 斗山時代
2018年6月26日に、不振により退団したジミー・パラデスの代役として、韓国の斗山ベアーズと契約。しかし12試合に出場し打率.128、1本塁打、4打点と結果を残せず、9月20日にウェーバー公示された。以後は無所属。

### メキシカンリーグ時代
2021年7月9日にメキシカンリーグのモンクローバ・スティーラーズと契約したが、出場機会のないまま退団した。

## 詳細情報

### 年度別打撃成績
| 年 度    | 球 団    | 試 合 | 打 席 | 打 数 | 得 点 | 安 打 | 二 塁 打 | 三 塁 打 | 本 塁 打 | 塁 打 | 打 点 | 盗 塁 | 盗 塁 死 | 犠 打 | 犠 飛 | 四 球 | 敬 遠 | 死 球 | 三 振 | 併 殺 打 | 打 率 | 出 塁 率 | 長 打 率 | O P S |
| -------- | -------- | ----- | ----- | ----- | ----- | ----- | -------- | -------- | -------- | ----- | ----- | ----- | -------- | ----- | ----- | ----- | ----- | ----- | ----- | -------- | ----- | -------- | -------- | ----- |
| 2012     | LAD      | 27    | 57    | 54    | 4     | 9     | 2        | 0        | 2        | 17    | 7     | 1     | 0        | 1     | 0     | 2     | 0     | 0     | 14    | 2        | .167  | .196     | .315     | .511  |
| 2013     | LAD      | 53    | 152   | 129   | 13    | 31    | 8        | 0        | 7        | 60    | 19    | 1     | 1        | 0     | 2     | 20    | 0     | 1     | 37    | 7        | .240  | .342     | .465     | .807  |
| 2014     | LAD      | 98    | 246   | 212   | 32    | 63    | 13       | 1        | 11       | 111   | 29    | 4     | 2        | 0     | 2     | 28    | 0     | 4     | 71    | 3        | .297  | .386     | .524     | .910  |
| 2015     | LAD      | 96    | 253   | 222   | 19    | 53    | 14       | 0        | 6        | 85    | 30    | 3     | 1        | 1     | 3     | 23    | 2     | 4     | 62    | 5        | .239  | .317     | .383     | .700  |
| 2016     | LAD      | 52    | 113   | 102   | 10    | 23    | 6        | 0        | 1        | 32    | 7     | 1     | 2        | 0     | 1     | 5     | 1     | 5     | 24    | 3        | .225  | .292     | .314     | .606  |
| 2017     | LAD      | 29    | 48    | 41    | 6     | 5     | 1        | 0        | 2        | 12    | 3     | 1     | 0        | 0     | 0     | 7     | 1     | 0     | 15    | 0        | .122  | .250     | .293     | .543  |
| 2018     | 斗山     | 12    | 44    | 39    | 1     | 5     | 1        | 0        | 1        | 9     | 4     | 0     | 0        | 0     | 1     | 4     | 0     | 0     | 6     | 2        | .128  | .205     | .231     | .435  |
| MLB：6年 | MLB：6年 | 355   | 869   | 760   | 84    | 184   | 44       | 1        | 29       | 317   | 95    | 11    | 6        | 2     | 8     | 85    | 4     | 14    | 223   | 20       | .223  | .242     | .326     | .744  |
| KBO：1年 | KBO：1年 | 12    | 44    | 39    | 1     | 5     | 1        | 0        | 1        | 9     | 4     | 0     | 0        | 0     | 1     | 4     | 0     | 0     | 6     | 2        | .128  | .205     | .231     | .435  |

- 2021年度シーズン終了時

### 背番号
- 33（2012年 - 2017年）
- 44（2018年）